# La Châtre
La Châtre /laˈʃatʁ/ è un comune francese di 4 619 abitanti situato nel dipartimento dell'Indre nella regione del Centro-Valle della Loira.

## Società

### Evoluzione demografica
Abitanti censiti

## Amministrazione

### Gemellaggi
- Spilimbergo, dal 1988
- Gorgol, dal 1997